# Мечислав Раковський

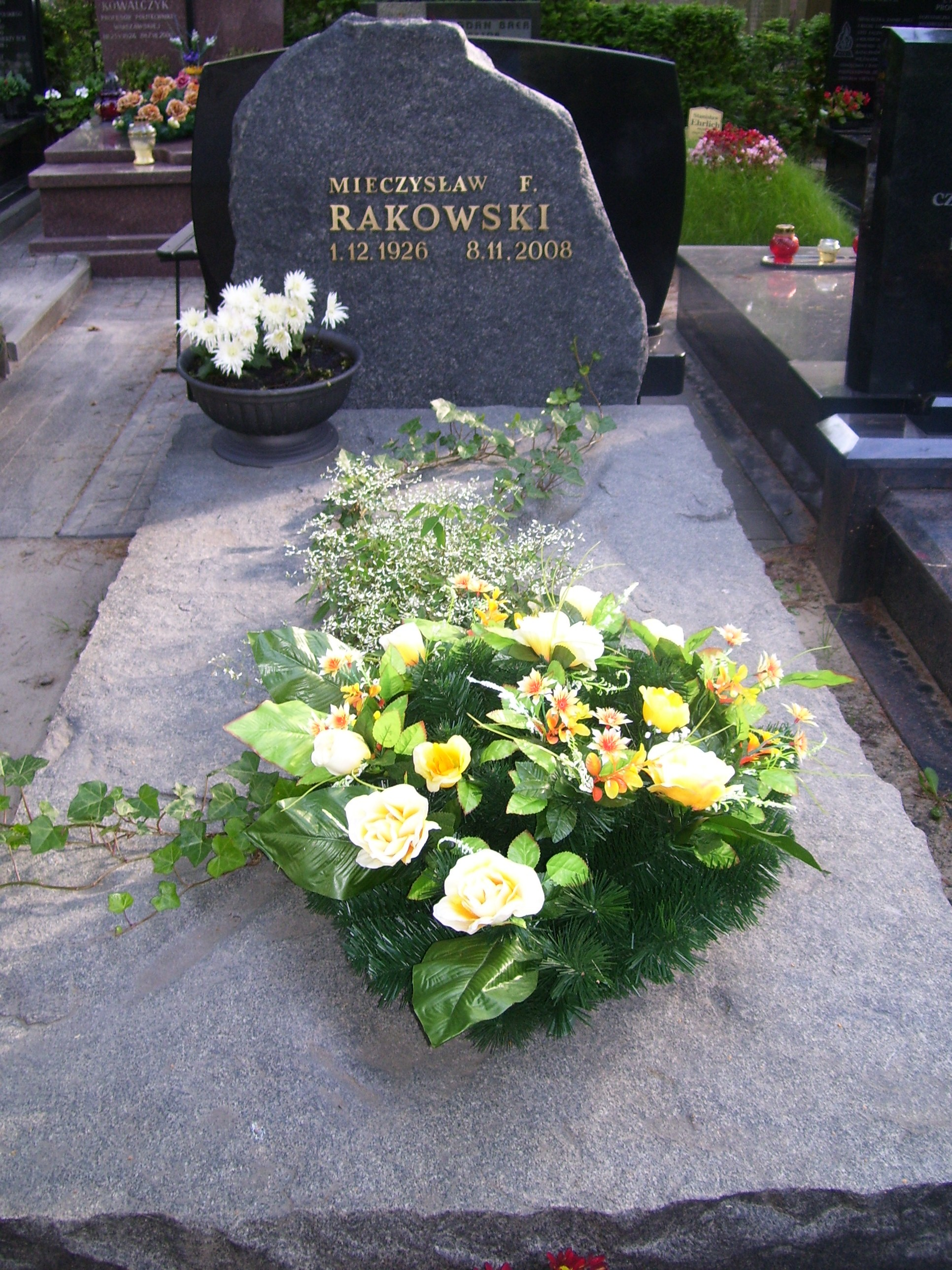
Могила на Повонзках

Мечислав Раковський (пол. Mieczysław Rakowski, нар. 1 грудня 1926, Ковалевко-Фільварк, Великопольське воєводство, Польща — † 8 листопада 2008, Варшава, Польща) — польський комуністичний діяч часів ПНР, Прем'єр-міністр ПНР у 1988–1989 рр. Був депутат сейму ПНР 6, 7, 8 та 9 скликань. Також останній Перший секретар Польської Об'єднаної Робітничої Партії (ПОРП).

## Молодість
Походив з Великопольського воєводства. Під час німецької окупації працював на залізничних підприємствах Познані. 
У 1945-1949 — офіцер Польської Народної Армії. Згодом навчався в Інституті загальних наук при ПОРП. Доктор історичних наук з 1956 року.

## Політична діяльність в ПНР
З 1946 року член Польської Робітничої Партії, після її розформування належав до Польської Об'єднаної Робітничої Партії. 
З 1957 року був політичний працівник при ЦК ПОРП. 
У 1979-1989 постійно обирався до Сейму. 
У 1975 році став членом Центрального Комітету ПОРП. 
У 1989 році після відходу Войцеха Ярузельського займав пост Першого секретаря ЦК ПОРП. 
У 1997 році був нагородженим хрестом «За Відродження Польщі», указ про нагородження підписав Олександр Квасневський.
Помер у 2008 році від раку.